# 西仙北サービスエリア
西仙北サービスエリア（にしせんぼくサービスエリア）は、秋田県大仙市にある秋田自動車道のサービスエリアである。西仙北スマートインターチェンジおよび大仙市ドライバー休憩施設（だいせんしドライバーきゅうけいしせつ）を併設する。
サービスエリアとスマートインターチェンジの相互連絡はできないが、サービスエリアの施設は一般道用の駐車場も完備しているので、一般道を経由して利用可能である。

## 沿革
1991年（平成3年）7月25日に秋田自動車道横手IC-秋田南IC間が開通して同時に西仙北サービスエリアも開業した。
2002年（平成14年）4月10日に西仙北町の第三セクター西仙北温泉インター株式会社が運営する西仙北インターチェンジが設置されると同時に、上り線側サービスエリアからのみ徒歩で利用可能な開放型の高速自動車国道活用施設ぬく森プラザが設置されたが、ぬく森プラザは2005年（平成17年）3月22日に西仙北町が大仙市に合併して廃止されたことにより、同日付で大仙市ドライバー休憩施設という名称に変更されている。
なお、かつては給油所が存在したが2007年3月31日限りで閉店した
2011年（平成23年）3月26日には西仙北ICの管理が西仙北温泉インター株式会社から東日本高速道路へ移管されると同時に、インターチェンジがスマートインターチェンジに変更された。

## 施設
下り線（秋田方面）については、この先にもサービスエリアやパーキングエリアが存在するが、売店等のある施設は当サービスエリアが最終となる。

### 上り線（北上方面）
- 駐車場
  - 小型46台
  - 大型29台
- トイレ
  - 男性 大3（和式1・洋式2）・小9
  - 女性 11（和式4・洋式7）
    - 同伴の男児用 1

  - 車椅子用 1
- 給電スタンド（24時間）
- コンビニエンスストア（セブン-イレブン西仙北SA店、24時間）[4]
- ハイウェイ情報ターミナル
- 自動販売機

### 下り線（秋田方面）
- 駐車場
  - 小型42台
  - 大型26台
- トイレ
  - 男性 大3（和式1・洋式2）・小9
  - 女性 11（和式4・洋式7）
    - 同伴の男児用 1

  - 車椅子用 1
- 給電スタンド（24時間）

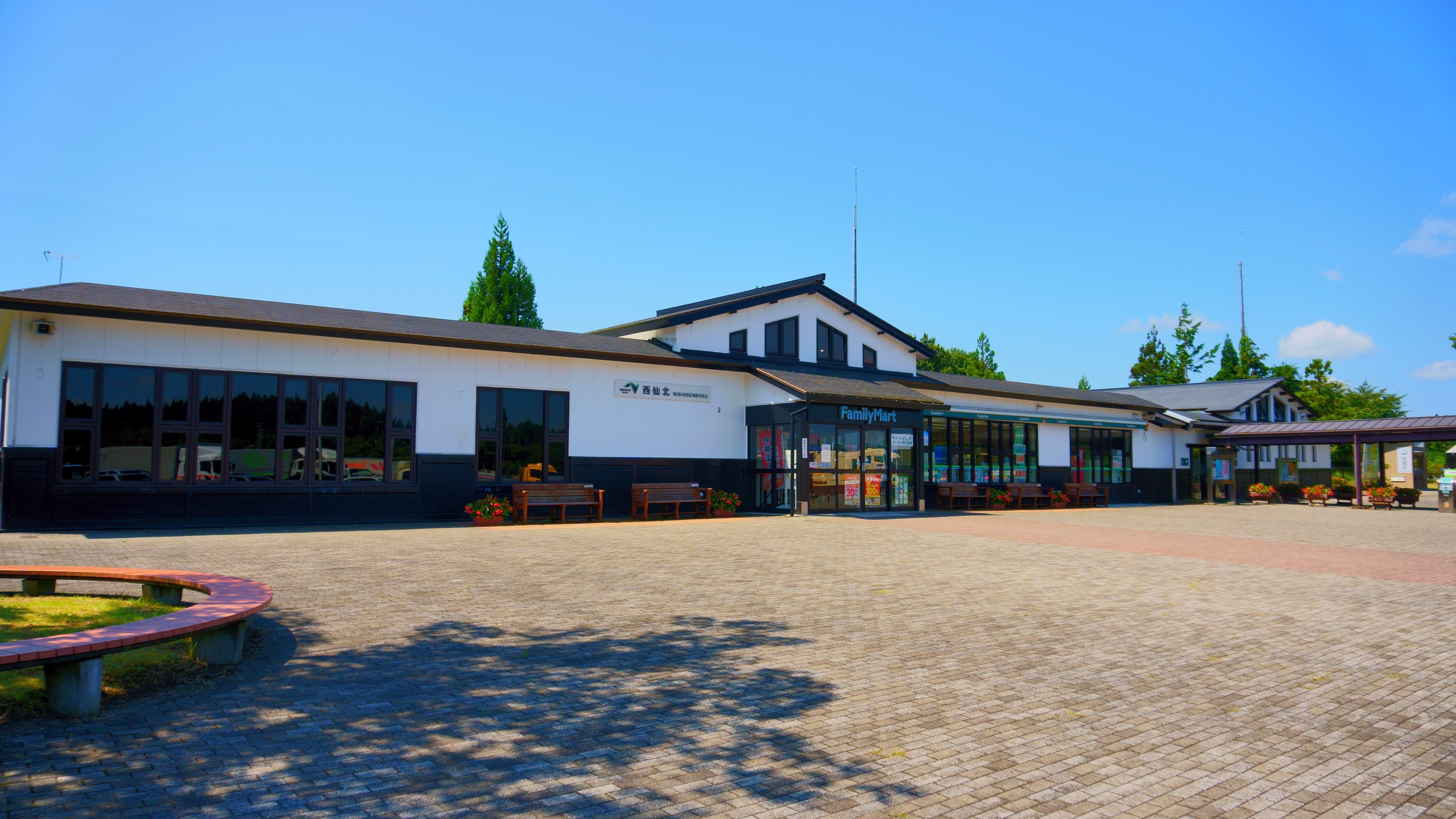
西仙北サービスエリア(下り)

- コンビニエンスストア（ファミリーマート西仙北SA店、24時間[5]）
  - イーネットATM（秋田銀行管理）
- ハイウェイ情報ターミナル
- 自動販売機

## スマートインターチェンジ

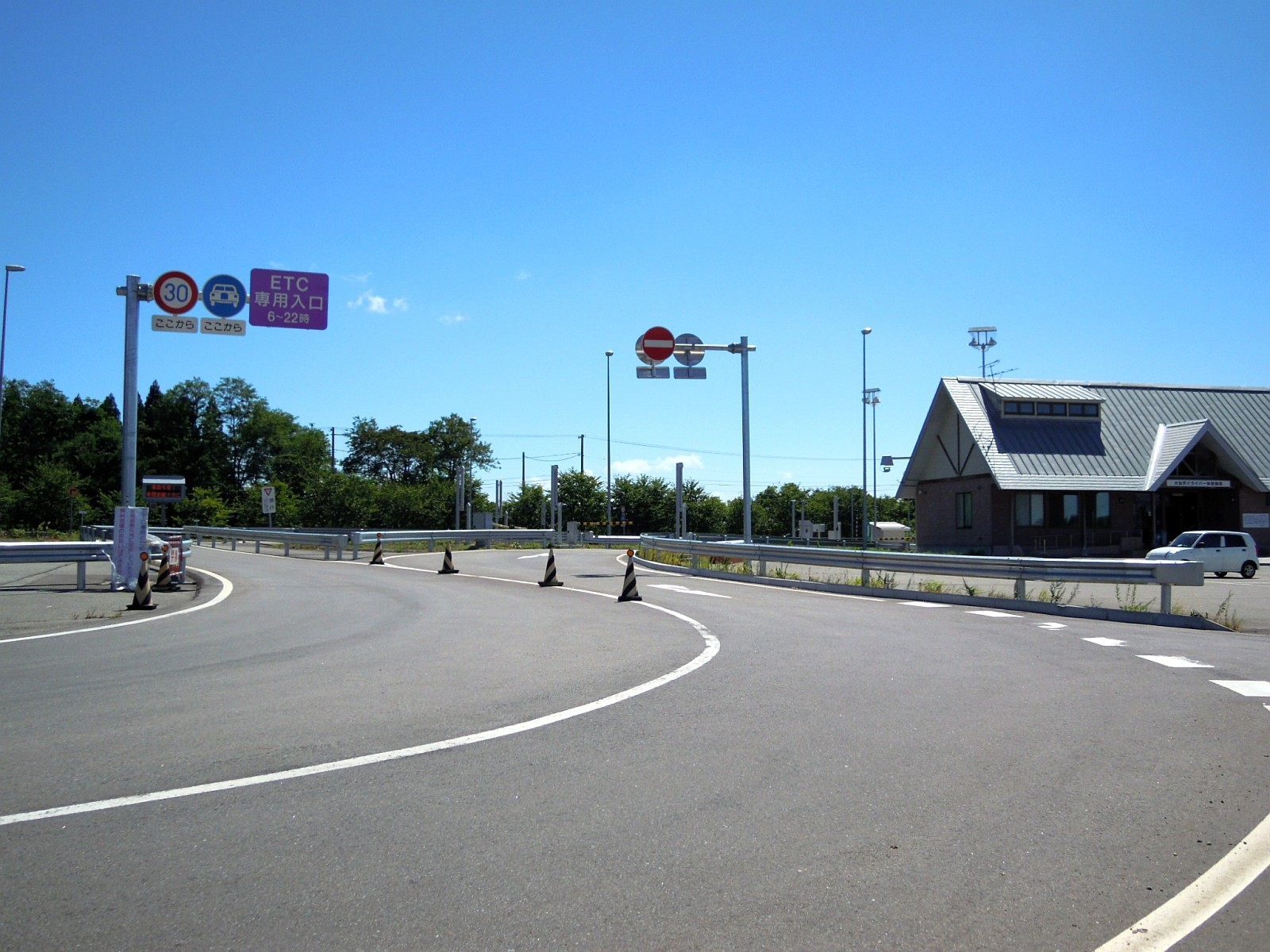
スマートIC入口付近。右奥の建物は大仙市ドライバー休憩施設

西仙北スマートインターチェンジ（にしせんぼくスマートインターチェンジ）は、西仙北サービスエリアに併設するスマートインターチェンジである。
開設当初は西仙北インターチェンジとして利用時間が6:00-22:00、12mを越える車両は利用できないインターチェンジであったが、2011年3月26日に営業時間と利用制限はそのままにスマートICに変更された。
料金所は上り線側に大仙市ドライバー休憩施設（開設時間 9:00 - 17:00）とともに設置され【位置図】、ランプウェイはサービスエリアの駐車場に接続されているが、スマートインターチェンジとサービスエリアの施設は同時に利用できない構造になっており、そのまま秋田自動車道本線につながっている。
給油所が営業していたころは、インターチェンジからの流入時にサービスエリアの施設の中で給油所だけ唯一利用できた施設だった。

## 隣
E46 秋田自動車道
大森PA - (4)大曲IC - (4-1)西仙北SA/SIC - (5)協和IC - (5-1)河辺JCT